# HD 201772
HD 201772，又名CD-3914152，SAO 212793、HR 8104，是一颗恒星，视星等为5.26，位于銀經3.1，銀緯-43.46，其B1900.0坐标为赤經21h 6m 39.2s，赤緯-39° -43.46′ 55″。